# Dipolydora akaina
Dipolydora akaina är en ringmaskart som beskrevs av Blake in Blake, Hilbig och Scott 1996. Dipolydora akaina ingår i släktet Dipolydora och familjen Spionidae. Inga underarter finns listade i Catalogue of Life.